# Globo d'oro alla miglior opera prima
Il Globo d'oro alla miglior opera prima è un premio assegnato ogni anno alla miglior opera prima italiana. 

## Albo d'oro

### Anni 1960
- 1968:  Escalation, regia di Roberto Faenza
- 1969: Flashback, regia di Raffaele Andreassi

### Anni 1970
- 1970: L'uccello dalle piume di cristallo, regia di Dario Argento
- 1971: Per grazia ricevuta, regia di Nino Manfredi
- 1972: Senza famiglia, nullatenenti cercano affetto, regia di Vittorio Gassman
- 1973: Teresa la ladra, regia di Carlo Di Palma
- 1974: Il piatto piange, regia di Paolo Nuzzi
- 1977: Io sono un autarchico, regia di Nanni Moretti

### Anni 1980
- 1981: Ricomincio da tre, regia di Massimo Troisi
- 1982: Calderón, regia di Giorgio Pressburger
- 1983: Sciopèn, regia di Luciano Odorisio
- 1984: Flirt, regia di Roberto Russo
- 1985: Casablanca, Casablanca, regia di Francesco Nuti
- 1986: Un ragazzo come tanti, regia di Gianni Minello
- 1987: Il camorrista, regia di Giuseppe Tornatore
- 1988: Domani accadrà, regia di Daniele Luchetti
- 1989: Zoo, regia di Cristina Comencini

### Anni 1990
- 1990: Scandalo segreto, regia di Monica Vitti
- 1991: La stazione, regia di Sergio Rubini
- 1992: Il gioco delle ombre, regia di Stefano Garbini
- 1993: Libera, regia di Pappi Corsicato
- 1994: Il giorno di San Sebastiano, regia di Pasquale Scimeca
- 1995: Colpo di luna, regia di Alberto Simone
- 1996: Il verificatore, regia di Stefano Incerti
- 1997: Il bagno turco, regia di Ferzan Özpetek
- 1998: Elvjs e Merilijn, regia di Armando Manni
- 1999: Radiofreccia, regia di Ligabue

### Anni 2000
- 2000: Il cielo cade, regia di Antonio  e Andrea Frazzi
- 2001: L'ultima lezione, regia di Fabio Rosi
- 2002: Incantesimo napoletano, regia di Paolo Genovese e Luca Miniero
- 2003: Passato prossimo, regia di Maria Sole Tognazzi
- 2004: Il fuggiasco, regia di Andrea Manni
- 2005: La spettatrice, regia di Paolo Franchi
- 2006: Anche libero va bene, regia di Kim Rossi Stuart
- 2007: Io, l'altro, regia di Mohsen Melliti
- 2008: La ragazza del lago, regia di Andrea Molaioli
- 2009: Diverso da chi?, regia di Umberto Carteni

### Anni 2010
- 2010
  - Basilicata coast to coast, regia di Rocco Papaleo
  - Cado dalle nubi, regia di Gennaro Nunziante e Checco Zalone
  - Scontro di civiltà per un ascensore a Piazza Vittorio, regia di Isotta Toso
- 2011
  - 20 sigarette, regia di Aureliano Amadei
  - Into Paradiso, regia di Paola Randi
  - L'estate di Martino, regia di Massimo Natale
- 2012
  - Appartamento ad Atene, regia di Ruggero Dipaola
  - Ciliegine, regia di Laura Morante
  - Sette opere di misericordia, regia di Gianluca e Massimiliano De Serio
- 2013
  - Miele, regia di Valeria Golino
  - L'intervallo, regia di Leonardo Di Costanzo
  - Razzabastarda, regia di Alessandro Gassmann
- 2014
  - Zoran - Il mio nipote scemo, regia di Matteo Oleotto
  - Border, regia di Alessio Cremonini
  - Il sud è niente, regia di Fabio Mollo
  - La mafia uccide solo d'estate, regia di Pif
  - The Special Need, regia di Carlo Zoratti
- 2015
  - Vergine giurata, regia di Laura Bispuri
  - Arance & martello, regia di Diego Bianchi
  - Cloro, regia di Lamberto Sanfelice
  - La terra dei santi, regia di Fernando Muraca
  - N-Capace, regia di Eleonora Danco
- 2016
  - L'attesa, regia di Piero Messina
  - Arianna, regia di Carlo Lavagna
  - Banat - Il viaggio, regia di Adriano Valerio
  - Lo chiamavano Jeeg Robot, regia di Gabriele Mainetti
  - Né Giulietta né Romeo, regia di Veronica Pivetti
- 2017
  - La ragazza del mondo, regia di Marco Danieli
  - Chi salverà le rose?, regia di Cesare Furesi
  - La pelle dell'orso, regia di Marco Segato
  - Le ultime cose, regia di Irene Dionisio
  - Our War, regia di Benedetta Argentieri, Bruno Chiaravalloti, Claudio Jampaglia
- 2018
  - Maria per Roma, regia di Karen Di Porto
  - Brutti e cattivi, regia di Cosimo Gomez
  - Cuori puri, regia di Roberto De Paolis
  - Finché c'è prosecco c'è speranza, regia di Antonio Padovan
  - Il cratere, regia di Luca Bellino, Silvia Luzi
- 2019
  - Bangla, regia di Phaim Bhuiyan
  - Il campione, regia di Leonardo D'Agostini
  - La terra dell'abbastanza, regia di Fabio e Damiano D'Innocenzo

### Anni 2020
- 2020: 
  - Picciridda - Con i piedi nella sabbia, regia di Paolo Licata[1]
- 2021:
  - Paradise - Una nuova vita, regia di Davide Del Degan
  - L'agnello, regia di Mario Piredda
  - Regina, regia di Alessandro Grande
- 2022:
  - Piccolo corpo, regia di Laura Samani
  - Una femmina, regia di Francesco Costabile
  - Californie diretto, regia di Alessandro Cassigoli e Casey Kauffman
- 2023:
  - Stranizza d'amuri, regia di Giuseppe Fiorello
  - La primavera della mia vita, regia di Zavvo Nicolosi
  - Romantiche, regia di Pilar Fogliati